# Jesuitenkolleg Posen

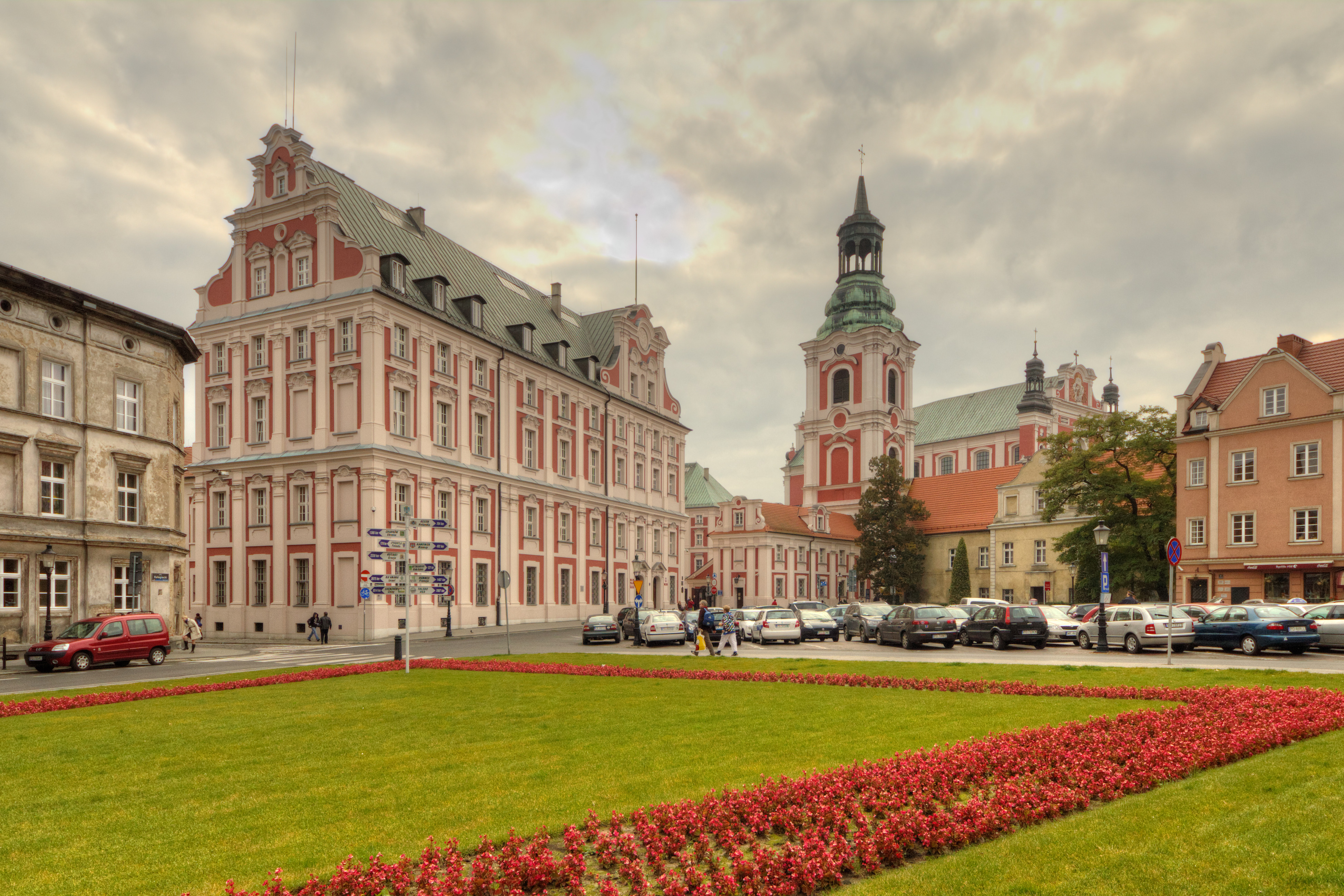
Ansicht vom Plac Kolegiacki

Das Jesuitenkolleg Posen (polnisch Kolegium Jezuickie w Poznaniu) war eine Jesuitenschule in Posen, die von 1571 bis 1773 existierte und ab 1611 das Recht besaß, Magister- und Doktortitel zu verleihen, und somit formell die erste Universität der Stadt Posen wurde.

## Geschichte

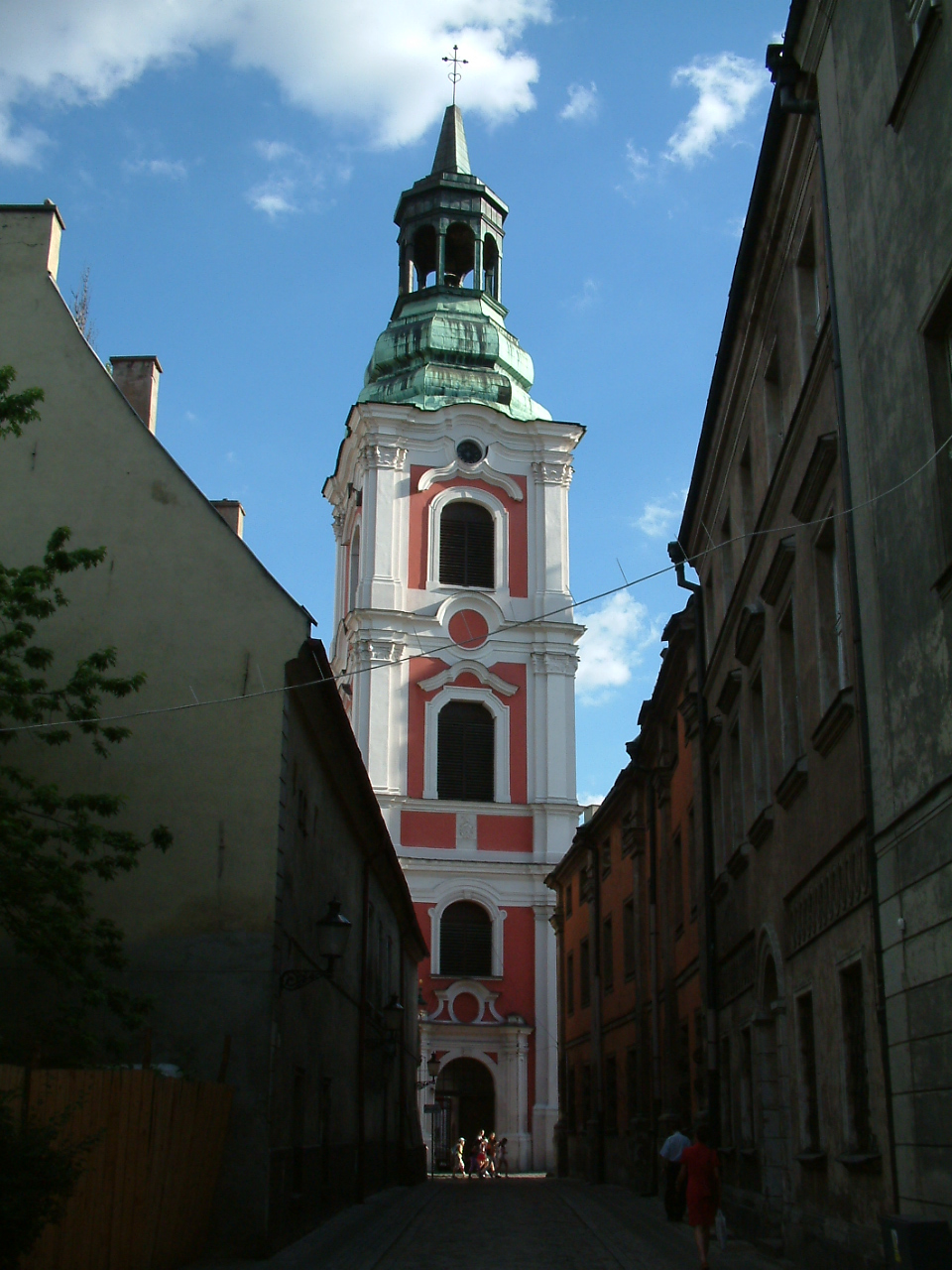
Eingangstor

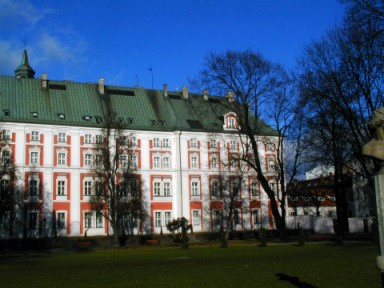
Südflügel des Gebäudes

Im Jahr 1571 kamen Jesuiten nach Posen, wo ihnen die St.-Stanisław-Kirche, zwei Krankenhäuser, die städtische Schule „ad Sanctam Mariam Magdalenam“ sowie zahlreiche Grundstücke überlassen wurden. 1611 erhielt das von ihnen geführte Kolleg vom polnischen König Sigismund III. Wasa das Recht, akademische Grade zu verleihen, was 1650 von Johann II. Kasimir und 1678 von Johann III. Sobieski erneut bestätigt wurde.
Das als Posener Jesuitenkolleg bekannte Gebäude selbst entstand zwischen 1701 und 1733 unter der Leitung des Architekten Giovanni Catenazzi. Der erste Rektor der Schule wurde Jakub Wujek. Studienfächer an dem Kolleg waren Mathematik, Geometrie, Physik, Philosophie, Rechtswissenschaften, Zoologie und Sprachen. Die Schule besaß gut ausgestattete biologische und physikalische Labore, eine eigene Sternwarte und ein Theater. Die endgültige Aufwertung zu einer Universität scheiterte trotz der anfänglichen päpstlichen Zustimmung am Widerstand der Jagiellonen-Universität, die keine Konkurrenz aus Posen wünschte.
Bis zur Aufhebung des Jesuitenordens im Jahr 1773 existierte die Schule als Jesuitenkolleg, danach wurde sie mit der Lubrański-Akademie zur Woiwodschaftsschule (Wojewódzka Szkoła Wydziałowa) zusammengeführt. Diese wurde 1793 nach der Zweiten Polnischen Teilung in ein Gymnasium umgewandelt und besteht nach mehreren weiteren Umgründungen und Namensänderungen bis heute als Liceum św. Marii Magdaleny (St.-Maria-Magdalena-Lyzeum). Dieses beruft sich genauso auf die Tradition des Jesuitenkollegs wie die 1919 gegründete Adam-Mickiewicz-Universität Posen.
Das Gebäude des ehemaligen Jesuitenkollegs wurde in späterer Zeit als Verwaltungsstandort genutzt. Zwischen 1815 und 1830 residierte hier z. B. der Statthalter des Großherzogtums Posen, Fürst Anton Radziwiłł. In der Nachkriegszeit übernahm die Stadtverwaltung Posen das gut erhaltene Barockgebäude.